# Dolichurus kohli
Dolichurus kohli là một loài côn trùng cánh màng trong họ Ampulicidae, thuộc chi Dolichurus. Loài này được Arnold miêu tả khoa học đầu tiên năm 1928.